# Прикубанский (Адыгея)
Прикуба́нский (адыг. Пшызэӏушъу) — посёлок в Тахтамукайском муниципальном районе Республики Адыгея России. Входит в состав Тахтамукайского сельского поселения.

## Население
| 2002  | 2010  | 2013  | 2014  | 2015  | 2016  | 2017  |
| ----- | ----- | ----- | ----- | ----- | ----- | ----- |
| 1138  | ↘1051 | ↗1076 | ↘1070 | ↗1080 | ↗1113 | ↗1136 |
| 2018  | 2019  | 2020  | 2021  | 2023  | 2024  |       |
| ↘1126 | ↗1128 | ↗1143 | ↘1053 | ↘1051 | ↗1056 |       |

По данным Всероссийской переписи 2021 года:
| Народ               | Численность, чел. | Доля от всего населения, % |
| ------------------- | ----------------- | -------------------------- |
| русские             | 821               | 77,97 %                    |
| адыги (черкесы)     | 86                | 8,17 %                     |
| греки               | 37                | 3,51 %                     |
| лезгины             | 17                | 1,61 %                     |
| другие / не указано | 92                | 8,74 %                     |
| всего               | 1 053             | 100,0 %                    |

## Улицы
| - ул. 50 лет Победы, - ул. Комсомольская, - ул. Космонавтов, | - ул. Ленина, - ул. Мира, - ул. Октябрьская. |